# Abdessamad Kenfaoui
Abdessamad Kenfaoui est un dramaturge marocain, syndicaliste, haut fonctionnaire, diplomate né à Larache en 1928 et mort à Casablanca en 1976.
En tant que haut fonctionnaire, il a tour à tour occupé les postes de délégué à la Jeunesse et Sports, diplomate, et secrétaire général de l’OCE et de la CNSS.
Militant syndicaliste, il est conseiller technique à l’OIT pendant six ans, et représente l’UMT au Vietnam, en Chine, à Cuba, en URSS, en Tchécoslovaquie, et auprès de multiples organisations internationales. Il se consacre pendant cinq ans à l’organisation de la classe ouvrière marocaine.
Chercheur culturel, Abdessamad Kenfaoui traduit des films, organise des festivals, recueille des dictons populaires, élabore des mots croisés, écrit des poèmes ; sa curiosité le conduit à s’intéresser à la culture chinoise, à la littérature et à la politique.
Homme de théâtre, aux premières années de l'indépendance du Maroc, il conduit la troupe marocaine à Paris et à Bruxelles, écrit et adapte les Fourberies de Scapin, les Balayeurs, Sultan Tolba, traduit Tartuffe, écrit A Moula Nouba et Bouktef, met en chantier les Fusils de la Mère Carrare, le Voile du bonheur, Même la mort et le Mouchoir, que sa mort l’empêche de terminer.

## Biographie
Né en 1928 à Larache, il y fait ses études primaires. Puis, délaissant le Nord marocain par la force des choses, il vient à Rabat, au collège Moulay Youssef, pour suivre ses études. Il ne quitte le collège qu’une fois son baccalauréat de droit obtenu, en 1951. Jusqu’en 1953, il est bibliothécaire à Moulay Youssef.
Il commence sa carrière professionnelle dans la Jeunesse et les Sports où il est Directeur technique et culturel jusqu’en 1956. Dans le cadre de ses fonctions, il conduit un groupe de jeunes à Paris pour un festival, ce qui l’amène à s’intéresser au théâtre.
En 1956, il est diplomate, d’abord vice-consul à Bordeaux puis à Strasbourg, puis attaché culturel à Paris, puis chargé d’Affaires. Toutes ces années de diplomatie sont aussi des années de théâtre. Il est directeur de la troupe du Théâtre du Maroc au Festival international de Paris en 1956, troupe qui présente deux spectacles qu’il a écrits avec Taher Ouazziz et Ahmed El Alj, les Fourberies de Scapin et les Balayeurs. Il conduit la même troupe en 1958 à Bruxelles. Il traduit aussi Tartuffe.
En 1961, la grève des fonctionnaires lui fait quitter les Affaires étrangères. Il entre à l’Union marocaine du travail (UMT). De 1961 à 1965, il est responsable des écoles de formation syndicale, conseiller technique de la délégation des travailleurs à l’Organisation internationale du travail (OIT) en 1962, 1963, 1964, 1965, 1967, 1970, et il représente l’UMT dans de nombreux pays et à de nombreuses conférences et congrès.
Alors même qu’il est Secrétaire général de l’OCE (de 1965 à 1970), il écrit Sultan Tolba et A Moula Nouba. Il continue aussi à représenter les travailleurs à l’OIT.
De 1971 à 1972, il est Inspecteur général au ministère du travail, des affaires sociales et la jeunesse et Sports. C’est dans ce cadre qu’il termine Bouktef.
Puis en 1973 il devient secrétaire général de la CNSS, sans abandonner le théâtre puisqu’il amorce et met en chantier quatre nouvelles pièces que la mort l’empêche de terminer, et puisqu’il s’occupe du Festival de théâtre amateur de Meknès en 1972, de Tanger en 1973 et d’El Jadida en 1974, après s’être soucié du Festival folklorique de Marrakech en 1971, sans abandonner non plus la recherche culturelle.
Il s’intéresse également au sport, puisque après avoir présidé l’équipe de football de l’O.C.E, et avoir été délégué du Maroc à l’assemblée générale du Comité supérieur des sports en Afrique à Alger en 1972, il devient en 1974 président de la Fédération royale marocaine de hockey.
Il meurt de maladie à Casablanca, le 31 mars 1976.

## Don des archives d'Abdessamad Kenfaoui
Le 30 novembre 2015 (Journée nationale des archives au Maroc), Mme Danièle Falcioni, veuve d’Abdessamad Kenfaoui et dépositaire légale de son œuvre, a fait don des archives de feu son mari à l'institution Archives du Maroc. Ces archives, qui portent désormais le nom de leur producteur (fonds Abdessamad Kenfaoui), sont constituées principalement de documents personnels : documentation diverse relative au théâtre, correspondance, coupures de presse. Ces papiers reflètent d’une part, une partie de sa vie privée (correspondance avec son épouse, notes personnelles et photographies), et d’autre part, la richesse de son  parcours administratif. Le fonds contient également les manuscrits des œuvres achevées et inachevées écrites par Abdessamad Kenfaoui, ainsi que la collection de son œuvre, publiée à titre posthume.

## Site web Abdessamad Kenfaoui
Un site web dédié au dramaturge et à son œuvre (www.kenfaoui.org) a été créé par l’association Abdessamad Kenfaoui en 2010. Le site a cessé d’exister depuis le 17 avril 2016 et son contenu a été remis aux Archives du Maroc par Madame Danièle Falcioni, veuve d’Abdessamad Kenfaoui et dépositaire légale de son œuvre.

## Chronologie
- Né à Larache en 1928.
- Études primaires en espagnol à Larache.
- Études secondaires au collège Moulay Youssef à Rabat, bachelier en droit en 1951.
- 1951 à 1953 : bibliothécaire au collège Moulay Youssef à Rabat.
- 1953 à 1956 : directeur technique et culturel au ministère de l’instruction publique de la jeunesse et des sports.
- 1954 : Conduit un groupe de la Jeunesse et sports au festival de la jeunesse à Paris.
- 1956 : Responsable avec Tahar Ouaziz du stage fondateur de la première troupe professionnelle nationale baptisée officiellement par SAR le prince Moulay Hassan "La troupe du théâtre marocain le 3 février 1956".
- 1956 : Chargé du consulat à Bordeaux.
- 1958 : Attaché culturel à l'ambassade du Maroc à Paris.
- Directeur de la troupe de théâtre du Maroc au Festival international du théâtre Sarah Bernhard à Paris en 1956 et à Bruxelles en 1958.
- 1959 : Chargé du consulat à Strasbourg.
- 1960 : Chargé d'affaires à l'ambassade du Maroc à Paris.
- Marié en 1963.
- 1961 à 1965 : Responsable des écoles de formation syndicale à l'UMT.
- Conseiller technique de la délégation des travailleurs à l’Organisation internationale du travail en 1962-1963-1964-1965-1967 et 1970.
- A représenté L’UMT au Vietnam, Chine populaire, Cuba, URSS, Tchécoslovaquie, ainsi qu’auprès de la FSM (Fédération syndicale mondiale), de la CISL (Confédération internationale des syndicats libres), de la WAY (world Association of Youth) et de la FMJD (Fédération mondiale de la Jeunesse Démocratique).
- 1965 à 1970 : Secrétaire général de l'OCE.
- Délégué gouvernemental à la conférence annuelle de l’Organisation internationale du travail à Genève en 1970 et 1972.
- 1971 à 1972 : Inspecteur général au ministère du Travail des Affaires sociales et de la Jeunesse et Sports.
- 1971 : Organisation du festival folklorique de Marrakech.
- 1972 : Organisation du festival de théâtre de Meknès.
- Délégué marocain à l’assemblée générale du Comité supérieur des sports d’Afrique en Avril 1972 (Alger).
- 1973 : Participation à l’organisation du quatorzième Festival du théâtre amateur à Tanger et à El Jadida en 1974.
- 1972 à 1976 : Secrétaire général à la CNSS.
- 31 mars 1976 : Abdessamad Kenfaoui décède à Casablanca.
- 1er avril 1976 : Enterré à Larache, sa ville natale dans le sanctuaire Lalla Menana non loin de Jean Genet.

## Œuvres
Voici une liste exhaustive des œuvres d'Abdessamad Kenfaoui, publiées ou inédites.
- Créations de l’Atelier d’auteurs (1952 – 1956) : Pièces signées sous le pseudonyme « Atawakil » avec André voisin, Abdessamad Kenfaoui, Tahar Ouaziz et Tayeb Laalej :
  - Chems Ed Doha – pièce inspirée d’une légende de Marrakech
  - Bonhomme, Misère (Aami Zalt) - création d’André Voisin, traduit en arabe par l’atelier d’auteurs
  - La vie d’Ibrahim Ibn Adham - d’après le récit d’Ibn Battouta
  - Maalem Azzouz - d’après Le Barbier de Séville de Beaumarchais
  - Les Fourberies de Joha - adaptation d’après Les Fourberies de Scapin de Molière
  - Les Babouches Ensorcelées - création
  - El Warith - adaptation d’après Le légendaire universel de Regnard
  - Les Balayeurs - création
  - Le malade imaginaire - adaptation de Molière
- Créations et Adaptations de Abdessamad Kenfaoui (1956-1976) :
  - Bouktef - création en arabe et en français
  - Soltan Tolba - création avec la collaboration de Tayeb Saddiki
  - A Moula Nouba - création
  - Si Taki - adaptation de Tartuffe
  - Barbe Bleue - adaptation du conte de Ch. Perrault
  - Collection inachevée d’aphorismes(dont une partie non traduite en français)
  - Soltan Balima - création
  - Même la mort - inédit(manuscrit confié à un artiste non récupéré)
  - Traduction en arabe dialectal du scenario du film Vaincre pour vivre de Mohamed Tazi
  - Mots croisés pour le quotidien Maghreb Informations dont les thèmes sont le Maroc, l’Afrique, l’action syndicale, sociale et politique, 1973, repris par "Les Nouvelles du Nord"  de Tanger
  - Poèmes en français
- Textes inachevés :
  - Le Télex - inédit, texte en français
  - Le mouchoir - création
  - Le voile du bonheur - création
  - Le radeau - création
  - Les fusils de la mère Carrare de B. Brecht - adaptation
  - L’exception et la règle de B. Brecht - adaptation
  - Les affaires sont les affaires d’Octave Mirbeau - adaptation
  - Boulevard Durand d’Armand Salacrou – adaptation
- Publications des œuvres :
  - 1996 - Théâtre populaire
  - 2004 - Soltan tolba chez Tarik éditions
  - 2010 - Œuvres complètes chez Les éditions Maghrebines